# Globalgeschichte/Global History
Globalgeschichte/Global History ist eine akademische Fachzeitschrift, die sich der Erforschung und Vermittlung globaler Geschichtszusammenhänge widmet und in der sowohl deutsch-, als auch englischsprachige Beiträge veröffentlicht werden. Die seit dem Jahr 2023 erscheinende Halbjahresschrift richtet sich in erster Linie an wissenschaftlich arbeitende Historikerinnen und Historiker, die sich mit globalen Fragestellungen auseinandersetzen, aber auch an ein breiteres Publikum, das an der Geschichte der weltweiten Verflechtungen interessiert ist.

## Profil
Die wissenschaftlichen Aufsätze, Debattenbeiträge und Literaturberichte in der Zeitschrift befassen sich mit transnationalen Wechselwirkungen und Prozessen, wie etwa dem kulturellen Austausch und der Verbreitung von Ideen über Kontinente hinweg, der Geschichte des Welthandels und der Wirtschaftsglobalisierung, mit Migrationsbewegungen, Imperialismus, Kolonialismus oder mit den globalen Auswirkungen ökologischer Entwicklungen. Die Zeitschrift unterstützt einen interdisziplinären Ansatz und bezieht Forschungsergebnisse aus verschiedenen anderen Disziplinen wie Kunstgeschichte, Ethnologie oder Politikwissenschaft mit ein.

## Tradition und Namensänderung
Globalgeschichte/Global History steht in der Nachfolge des Jahrbuchs für Europäische Überseegeschichte (erschienen 2001–2022), das von der Gesellschaft für Überseegeschichte e. V. herausgegeben wurde. Weil die im Namen anklingende eurozentristische Perspektive des Jahrbuchs die Weiterentwicklung des historischen Diskurses nicht mehr wiedergibt, erfolgte im Jahr 2022 im Zuge einer konzeptionellen und methodischen Neuausrichtung der Gesellschaft die Umbenennung des Vereins in Gesellschaft für Globalgeschichte e.V. und die des Jahrbuchs in „Globalgeschichte / Global History“. Mit dem zweisprachigen Titel wird zugleich der Anspruch auf internationale Relevanz und Rezipierbarkeit der Zeitschrift unterstrichen.

## Herausgeber
Die Herausgeber von Globalgeschichte/Global History sind der Historiker Mark Häberlein, Vorstand der Gesellschaft für Globalgeschichte, sowie seine Kolleginnen und Kollegen Markus A. Denzel, Christine Hatzky und Jürgen G. Nagel.